# 美加保乃関
美加保乃関（みかほのせき）は、安蘇山の麓の安蘇沼と、その支沼である越奈良沼（越名沼）とを南北に分ける、かつての東山道の橋立である。
- 万葉集には、美可母乃夜麻能 許奈良能須 と詠まれている。
- 美加保ノ関、（みかほのせき）は 順徳天皇撰による八雲御抄では、慈覚大師(円仁)の生誕地と記されている。